# میسا اوهارا
میسا اوهارا (انگلیسی: Misa Uehara; ۲۶ مارس ۱۹۳۷ – ۲۰۰۳ (۶۵−۶۶ سال)) بازیگر اهل ژاپن بود.
از فیلم‌ها یا برنامه‌های تلویزیونی که وی در آن نقش داشته‌است می‌توان به دژ مخفی اشاره کرد.